# Галич (гора)
Галич — одна з найвищих гір Західних Бескид, зовнішнього пасма Карпат висотою 1333 м. 
Галич розташована в східній частині системи гір, між Копою Буковською та Розсипанцем, біля верхів'я річки Сяну. 

## Етимологія назви
Точна етимологія походження назви гори невідома. За однією версією, назва походить від українського слова галич, що означає тура, за іншою версією галич — це прізвище, рід. В Україні, недалеко від Івано-Франківська, є місто з однойменною назвою Галич, яке може вказувати на походження обох назв від назви роду.

## Загальна інформація
Із вершини гори добре проглядається гірська частина русла річки Сян, у сторону Ужоцького перевалу, а в південно-східному напрямку Розсипанець, Полонина Буковська, або навіть Пікуй — найвища вершина Верховинського Вододільного хребта та всієї смуги Бещад. За доброї видимості можна побачити вершини Ґорґанів. Тут можна зустріти рідкісні для Польщі рослини, зокрема, Арніку гірську, Аконіт, Вовчок високий та Осоку Бігелова. Територія навколо Галича є малонаселеною. Середня густота населення становить 9 осіб/км².

## Історія
У XVI столітті тут проходила лінія поділу Самбірської економії від Саноцької землі. На початку Другої світової війни тут проходив маршрут, який використовувався для перевезення польських офіцерів в Угорщину. Існує легенда, згідно з якою, у стародавні часи, у цьому місці сходилися кордони трьох країн: Польщі, Угорщини та Київської Русі. В околицях Галича здавна займалися скотарством, яке особливо стрімко розвивалося в XIX столітті. З Угорської низовини було імпортовано породу волів сірого кольору й великими рогами, що якнайкраще підходили для м'ясного скотарства. Після відродження Речі Посполитої, торгівлі з верхніми угорцями став перешкоджати кордон, скотарство стало менш прибутковим і поступово зникло.

## Туризм
Гора має велику популярність серед туристів, завдяки красивій навколишній панорамі на польську та українську частину Бещад. Пішохідна стежка через Галич є однією з найпопулярніших трас в Бещадах і тому, іноді, називається класикою Бещад. Існує кілька маршрутів різного ступеня складності.